# Kölns sexdagars

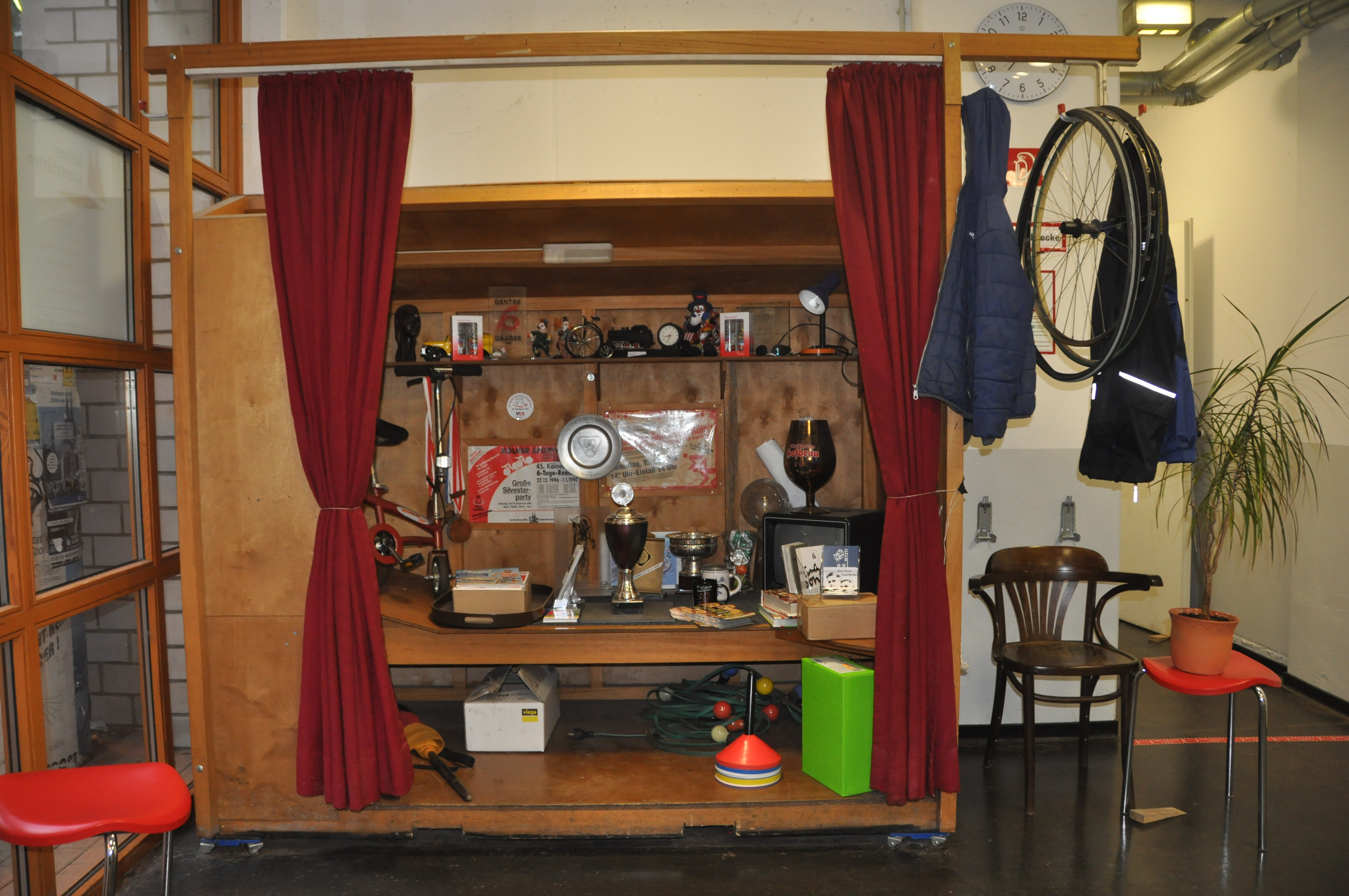
Ett vilobås från Kölns sexdagars tillsammans med andra memorabilia.

Kölns sexdagars var ett tyskt sexdagarslopp i bancykling som arrangerades i Köln. Från 1928 till 1933 hölls det i den nyöppnade Rheinlandhalle (kring månadsskiftet november/december), men från 1934 förhindrade nazistregimen i Tyskland arrangerandet av sexdagarslopp och det dröjde sedan till nyåret 1958/1959 innan tävlingen återupptogs, då i den nyuppförda Kölner Sporthalle. Sporthalle stängdes 1998 och revs sedan, så därmed upphörde Kölns sexdagarslopp. Från återupptagandet den 26 december 1958 till nerläggningen efter den 4 januari 1998 hölls tävlingen över varje nyårshelg.
Flest segrar, sex stycken, vanns av Albert Fritz, tre av dem med Wilfried Peffgen, vilket dessutom gör dem till det mest framgångsrika paret.

## Podieplaceringar
Årtalet från 1959 och framåt anger det år då tävlingen avslutades (första tävlingsdagen varierade från den 26 till 30 december året före och sista från 1 till 4 januari).

| År         | Vinnare                             | Tvåa                                   | Trea                                   |
| 1928       | Viktor Rausch Gottfried Hürtgen     | Paul Buschenhagen Theo Frankenstein    | Alfons Goossens Henri Stockelynck      |
| 1929       | Roger De Neef Pierre Goossens       | Karl Göbel Gottfried Hürtgen           | Adolphe Charlier Henri Duray           |
| 1930       | Viktor Rausch Gottfried Hürtgen     | Jan van Kempen Piet van Kempen         | Georg Kroschel Willy Rieger            |
| 1931       | Karl Göbel Adolf Schön              | Werner Miethe Gottfried Hürtgen        | Oskar Tietz Willy Rieger               |
| 1932       | Paul Broccardo Emil Richli          | Viktor Rausch Gottfried Hürtgen        | Jan Pijnenburg Piet van Kempen         |
| 1933       | Karl Göbel Adolf Schön              | Jan Pijnenburg Cor Wals                | Adolphe Charlier Werner Ippen          |
| 1934- 1958 | ej avhållet                         | ej avhållet                            | ej avhållet                            |
| 1959       | Klaus Bugdahl Valentin Petry        | Hans Junkermann Ferdinando Terruzzi    | Rik Van Steenbergen Heinz Vopel        |
| 1960       | Klaus Bugdahl Hans Junkermann       | Rik Van Steenbergen Günther Ziegler    | Gerrit Schulte Willi Franssen          |
| 1961       | Peter Post Rik Van Looy             | Rik Van Steenbergen Emile Severeyns    | Klaus Bugdahl Rolf Roggendorf          |
| 1962       | Rik Van Steenbergen Emile Severeyns | Palle Lykke Jensen Rolf Roggendorf     | Oscar Plattner Hans Junkermann         |
| 1963       | Peter Post Fritz Pfenninger         | Rudi Altig Hans Junkermann             | Palle Lykke Jensen Rik Van Steenbergen |
| 1964       | Peter Post Hans Junkermann          | Palle Lykke Jensen Rik Van Steenbergen | Klaus Bugdahl Sigi Renz                |
| 1965       | Rudi Altig Sigi Renz                | Peter Post Fritz Pfenninger            | Palle Lykke Jensen Freddy Eugen        |
| 1966       | Rudi Altig Dieter Kemper            | Peter Post Rik Van Steenbergen         | Klaus Bugdahl Wolfgang Schulze         |
| 1967       | Klaus Bugdahl Patrick Sercu         | Rudi Altig Sigi Renz                   | Peter Post Fritz Pfenninger            |
| 1968       | Rudi Altig Sigi Renz                | Eddy Merckx Patrick Sercu              | Horst Oldenburg Dieter Kemper          |
| 1969       | Horst Oldenburg Dieter Kemper       | Peter Post Patrick Sercu               | Rudi Altig Sigi Renz                   |
| 1970       | Peter Post Patrick Sercu            | Klaus Bugdahl Dieter Kemper            | Rudi Altig Eddy Merckx                 |
| 1971       | Rudi Altig Albert Fritz             | Wilfried Peffgen Wolfgang Schulze      | Klaus Bugdahl Alain Van Lancker        |
| 1972       | Sigi Renz Wolfgang Schulze          | Wilfried Peffgen Albert Fritz          | Leo Duyndam René Pijnen                |
| 1973       | Patrick Sercu Alain Van Lancker     | Wilfried Peffgen Albert Fritz          | Sigi Renz Wolfgang Schulze             |
| 1974       | Graeme Gilmore Dieter Kemper        | Wilfried Peffgen Patrick Sercu         | Leo Duyndam Udo Hempel'                |
| 1975       | Wilfried Peffgen Albert Fritz       | Jürgen Tschan Alain Van Lancker        | Sigi Renz Wolfgang Schulze             |

| År   | Vinnare                         | Tvåa                                   | 'Trea                                |
| 1976 | Wilfried Peffgen Dieter Kemper  | Günter Haritz René Pijnen              | Klaus Bugdahl Udo Hempel             |
| 1977 | Günter Haritz René Pijnen       | Wilfried Peffgen Albert Fritz          | Jürgen Tschan Wolfgang Schulze       |
| 1978 | Wilfried Peffgen Albert Fritz   | Jürgen Tschan Gregor Braun             | Günter Haritz René Pijnen            |
| 1979 | Patrick Sercu Gregor Braun      | Wilfried Peffgen Albert Fritz          | Horst Schütz René Pijnen             |
| 1980 | Danny Clark René Pijnen         | Wilfried Peffgen Gregor Braun          | Patrick Sercu Albert Fritz           |
| 1981 | Patrick Sercu Albert Fritz      | Danny Clark Wilfried Peffgen           | Donald Allan Gert Frank              |
| 1982 | Wilfried Peffgen Albert Fritz   | Patrick Sercu Gregor Braun             | Josef Kristen René Pijnen            |
| 1983 | Dietrich Thurau Albert Fritz    | Gert Frank Wilfried Peffgen            | Gregor Braun René Pijnen             |
| 1984 | Josef Kristen René Pijnen       | Horst Schütz Robert Dill-Bundi         | Dietrich Thurau Albert Fritz         |
| 1985 | Dietrich Thurau Danny Clark     | Josef Kristen Henry Rinklin            | Horst Schütz Gert Frank              |
| 1986 | Roman Hermann Sigmund Hermann   | Etienne De Wilde Stan Tourné           | Tony Doyle Danny Clark               |
| 1987 | Dietrich Thurau René Pijnen     | Roman Hermann Josef Kristen            | Etienne De Wilde Stan Tourné         |
| 1988 | Etienne De Wilde Stan Tourné    | Tony Doyle Hans-Henrik Ørsted          | Roman Hermann Andreas Kappes         |
| 1989 | Tony Doyle Danny Clark          | Roman Hermann Andreas Kappes           | Etienne De Wilde Stan Tourné         |
| 1990 | Etienne De Wilde Andreas Kappes | Volker Diehl Stan Tourné               | Remig Stumpf Jens Veggerby           |
| 1991 | Etienne De Wilde Andreas Kappes | Pierangelo Bincoletto Bruno Holenweger | Jens Veggerby Stan Tourné            |
| 1992 | Remig Stumpf Bruno Holenweger   | Etienne De Wilde Andreas Kappes        | Jochen Görgen Jens Veggerby          |
| 1993 | Remig Stumpf Urs Freuler        | Jochen Görgen Jens Veggerby            | Pierangelo Bincoletto Roland Günther |
| 1994 | Carsten Wolf Urs Freuler        | Etienne De Wilde Andreas Kappes        | Kurt Betschart Bruno Risi            |
| 1995 | Kurt Betschart Bruno Risi       | Dean Woods Jimmi Madsen                | Etienne De Wilde Andreas Kappes      |
| 1996 | Etienne De Wilde Andreas Kappes | Jens Veggerby Jimmi Madsen             | Dean Woods Danny Clark               |
| 1997 | Etienne De Wilde Olaf Ludwig    | Jens Veggerby Jimmi Madsen             | Andreas Kappes Bruno Risi            |
| 1998 | Andreas Kappes Adriano Baffi    | Silvio Martinello Marco Villa          | Jens Veggerby Jimmi Madsen           |